# Véronique Mortaigne
 (octobre 2024).
Si vous disposez d'ouvrages ou d'articles de référence ou si vous connaissez des sites web de qualité traitant du thème abordé ici, merci de compléter l'article en donnant les références utiles à sa vérifiabilité et en les liant à la section « Notes et références ».
 (octobre 2024).
Il peut être nécessaire de l'améliorer pour respecter le principe de neutralité de point de vue. Veuillez consulter la page de discussion pour plus de détails.

Véronique Mortaigne, née en 1951, est une journaliste française.

## Biographie
Journaliste au quotidien Le Monde de 1989 à 2016, Véronique Mortaigne a été éditrice au Monde diplomatique, avant d’intégrer le service culture, où elle a pris en charge la chanson et les musiques du monde ainsi que leur environnement économique. Responsable de la rubrique Musiques actuelles, elle a couvert également le secteur des arts premiers du continent américain, de l'Afrique et de l'Océanie. Elle collabore aujourd'hui à divers médias, dont Radio Nova, La Fabrique Culturelle, Vanity Fair.  
Titulaire d’une maîtrise de philosophie, Véronique Mortaigne a vécu au Brésil de 1975 à 1981. Après un long voyage à travers l’Amérique du Sud et centrale, elle devient journaliste à la Martinique. De retour en France métropolitaine, elle est rédactrice culture et société au mensuel Différences, en même temps que  rédactrice en chef de la revue Travaux Publics et Environnement (TPE). Elle fonde une agence de réalisation de journaux clefs en main, Presse Organisation Media (POM) et se forme au graphisme à l’École Estienne de Paris   
De 1999 à 2001, Véronique Mortaigne a été chroniqueuse musique dans l’émission de télévision  Rive droite / Rive gauche animée par Thierry Ardisson sur Paris Première. Elle est coauteure avec le réalisateur Pascal Signolet du 9e cercle, documentaire consacré aux parcours planétaires des musiques noires et leur circulation entre les deux rives de l'Atlantique. Chroniqueuse de À vous de jouer sur la radio publique France Musique jusqu’en 2009, puis critique et chroniqueuse sur France Culture (La Dispute, Continents Musique),  Elle est également cofondatrice de deux festivals de cinéma, Le Cinéma de la musique (Besançon, France, 2006) et Petites Bobines (Blonville-sur-Mer, 2006).   
En 2012, Véronique Mortaigne est commissaire de l'exposition Mondes Perdus, organisée à la Defacto Gallery, à La Défense, présentant des photographies que l'ethnologue Claude Lévi-Strauss a réalisées lors de deux expéditions au Brésil en 1936 et 1939 (en collaboration avec le musée du Quai-Branly).
Véronique Mortaigne est l'auteure d'une dizaine de livres, dont des portraits, Cesária Évora, la voix du Cap-Vert (Actes Sud), Johnny Hallyday, le roi caché, Manu Chao, un nomade contemporain  (Don Quichotte). Ce dernier ouvrage est un voyage à travers l'Amérique du Sud, Barcelone, la Galice, Paris et sa banlieue sur les traces des musiques latines, du rock alternatif, des mouvements altermondialistes, dans le sillage d'un musicien qui a mis les mouvements de migration au cœur de son œuvre. 
En 2018, elle publie Double je, consacré au couple Jane Birkin et Serge Gainsbourg, vu sous l'angle de la question du genre et des bouleversements sociétaux des années 1970. L'ouvrage est traduit en anglais sous le titre Je t'aime (Icon Books).
Sorti en 2022, "Anne Sylvestre, une vie en vrai" instaure un dialogue entre l'univers politique de la chanteuse au féminisme revendiqué et celui de l'auteure qui en redessine l'histoire. 
En 2016, Véronique Mortaigne a créé Capivara-Be, société destinée à développer des projets autour des migrations culturelles et de leur histoire, du développement durable et de la préservation de l'environnement.

## Disques
- L'anthologie de la musique brésilienne, 4 CD MCA/Universal 2016
- Caetano Veloso, antologia 67-03, 2 CD Universal Jazz